# Axiopoeniella laymerisa
Axiopoeniella laymerisa is een vlinder uit de familie spinneruilen (Erebidae), onderfamilie beervlinders (Arctiinae). De wetenschappelijke naam van de soort is voor het eerst geldig gepubliceerd in 1867 door Grandidier.
Deze nachtvlinder komt voor in tropisch Afrika.